# ネネツ自治管区

ネネツ自治管区
ロシア語: Ненецкий автономный округ
ネネツ語:Ненёцие автономной ӈокрук

ネネツ自治管区（ネネツじちかんく、ロシア語: Ненецкий автономный округ）はロシア連邦北西部の自治管区。行政の中心はナリヤン・マル。アルハンゲリスク州に帰属する。
現時点でロシア連邦の構成主体の中で最も人口が少ない。

## 歴史
この地域にはすでに石器時代には人間が暮らしていた。1929年にネネツ民族管区として形成され、1936年にナリヤン・マルが建設された。1977年に自治管区に改称。
2020年5月13日に両連邦構成体の知事によってネネツ自治管区とアルハンゲリスク州を合併する計画が提示され住民投票が予定されていたが、地元住民の反対により合併計画は中止された。

## 地理
東ヨーロッパ平原の北限部に位置し、バレンツ海に面する。西はティマン山脈を、東はウラル山脈を境界とする。南にコミ共和国と隣り合う。また、カニン半島、コルグエフ島、ヴァイガチ島が含まれる。主要な河川はペチョラ川。

## 住民
人口の69.6%がロシア人、18%がサモイェード系のネネツ人、6.5%がコミ人、それ以外が5.9%である。人口の約半分が行政の中心地であるナリヤン・マルに集中している。公用語はロシア語とネネツ語。

## 経済
永久凍土が広がり、農業には適さない。ネネツ人はトナカイの飼育や漁業、毛皮獣の狩猟などが主な産業である。特にトナカイは家族の養いの他に販売用の肉や角を得るためにも飼育されており、同管区を初めアルハンゲリスク州やコミ共和国にも市場がある。近年、油田が発見されその採掘が始められていることで、ザポリャールヌイ地区は石油、ガスの産業が約99%を占めた。

## 交通
国内に鉄道路線はない。油田の発見による大幅な投資が急増した結果、広範囲のインフラ問題に直面しており、さらに同管区の厳しい北極気候も相まって多くの石油・ガス探査現場が交通の問題によって進捗が遅れている。
同管区と他地域への主な輸送・移動手段は飛行機であり、首府ナリヤン・マルにあるナリヤン・マル空港とアルハンゲリスク、モスクワ、サンクトペテルブルク、チェリャビンスク、エカテリンブルクの定期便が運行している。

## 標準時
この地域は、モスクワ時間帯の標準時を使用している。時差はUTC+3時間で、夏時間はない。（2011年3月までは標準時がUTC+3、夏時間がUTC+4、同年3月から2014年10月までは通年UTC+4であった）